# Natalia Barbu
Natalia Barbu, född 22 augusti 1979 i Bălți, är en moldavisk sångerska.
Med låten "Fight" representerade hon Moldavien i Eurovision Song Contest 2007, och slutade på en tionde plats i finalen. Barbu är sedan tidigare populär i bland annat Tyskland, Rumänien och Ukraina. 2007 lanserade hon albumet La perfetta idea.
Under våren 2011 deltog Natalia Barbu i Moldaviens uttagning till Eurovision Song Contest 2011 med låten "Let's Jazz". Hon vann dock inte uttagningen, utan slutade tvåa bakom Zdob și Zdub. 2013 ställde hon upp i Rumäniens uttagning till Eurovision Song Contest 2013 med låten "Confession". Hon slogs dock ut i semifinalen.

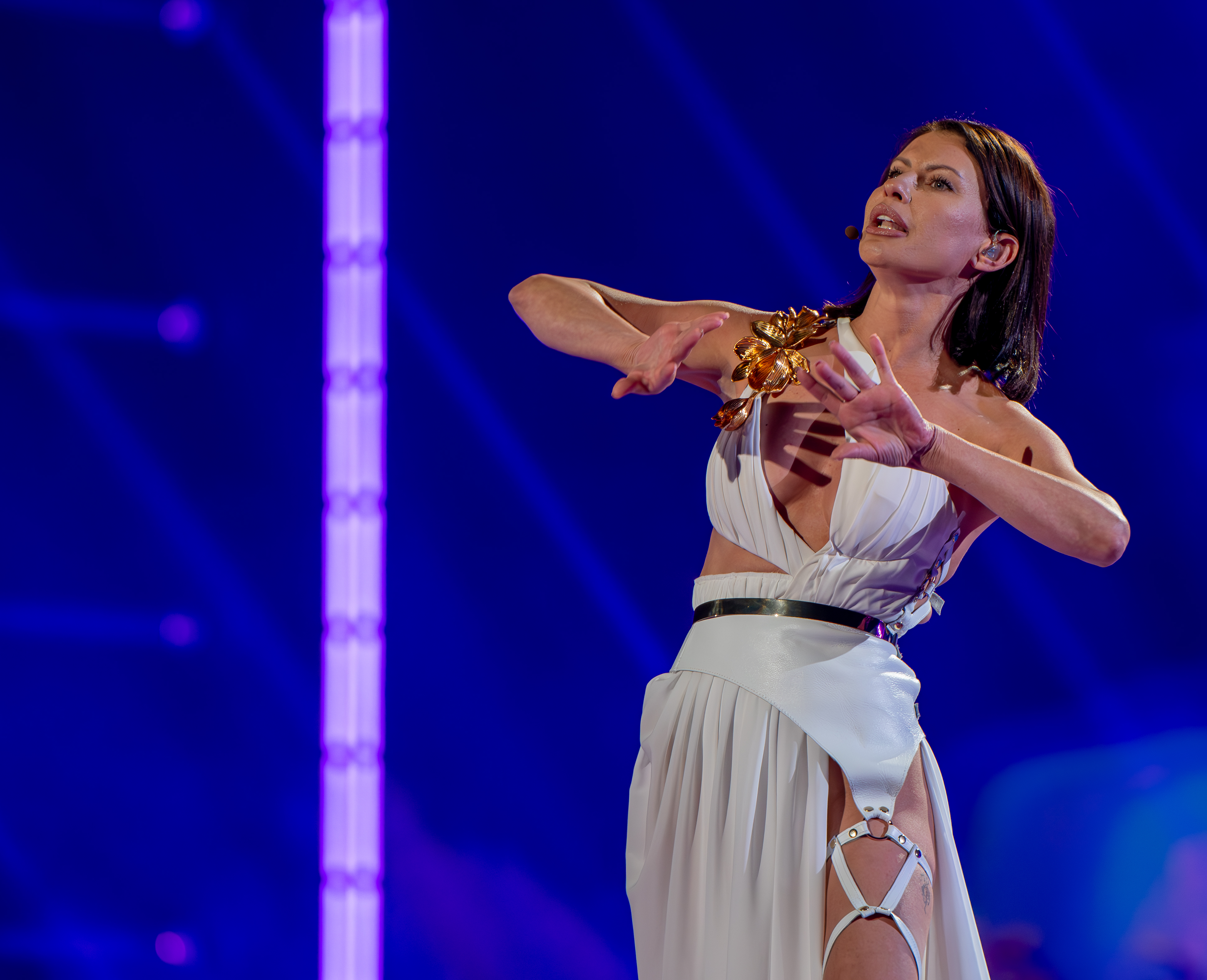
ESC 2024

I Eurovision Song Contest 2024 tävlade hon återigen för Moldavien, denna gång med bidraget "In the Middle" som slutade på 13:e plats i semifinalen och därrned inte kvalificerade sig för finalen.